# Barraca olesana

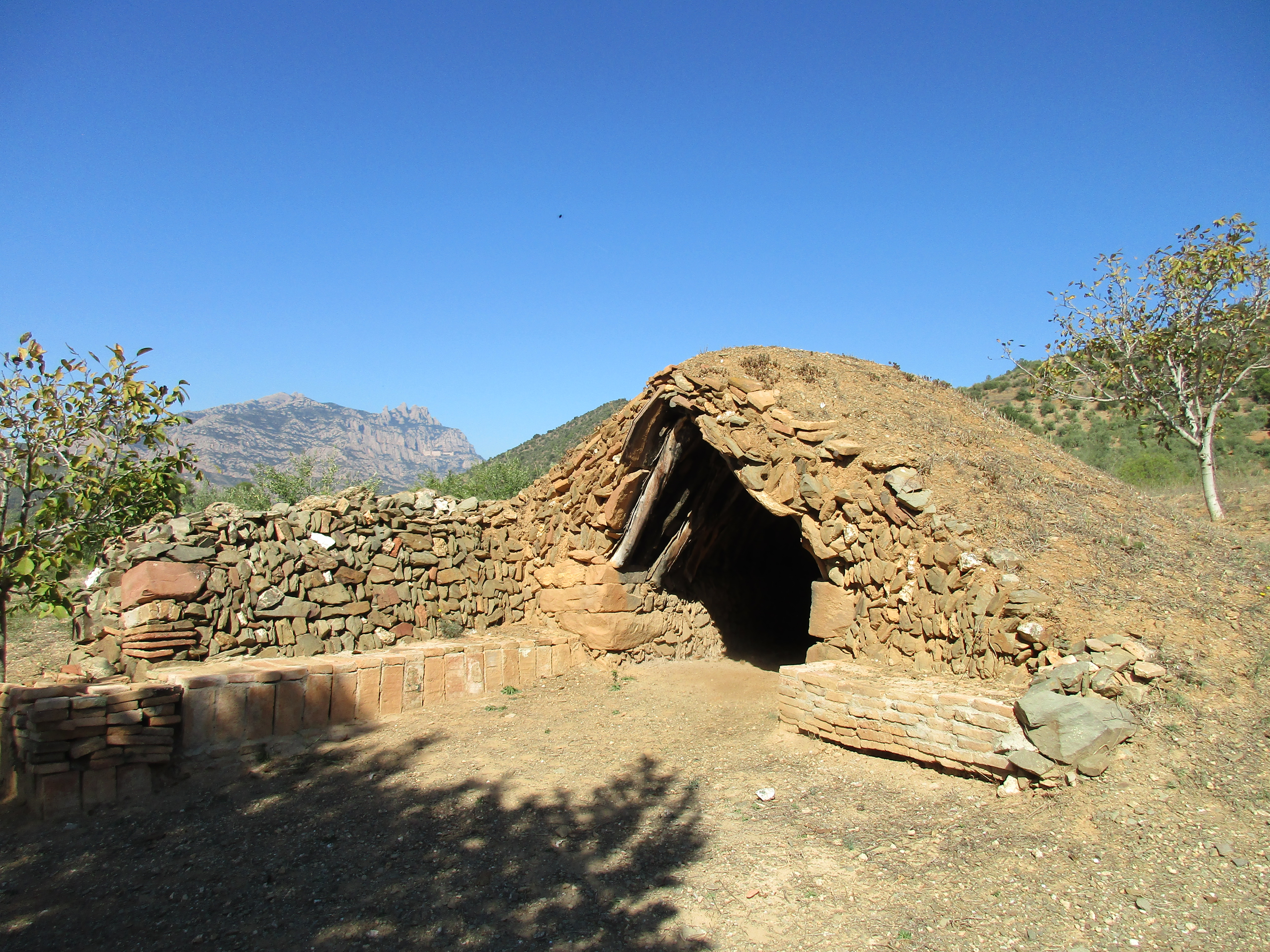
Barraca olesana situada a les planes agrícoles de Can Llimona

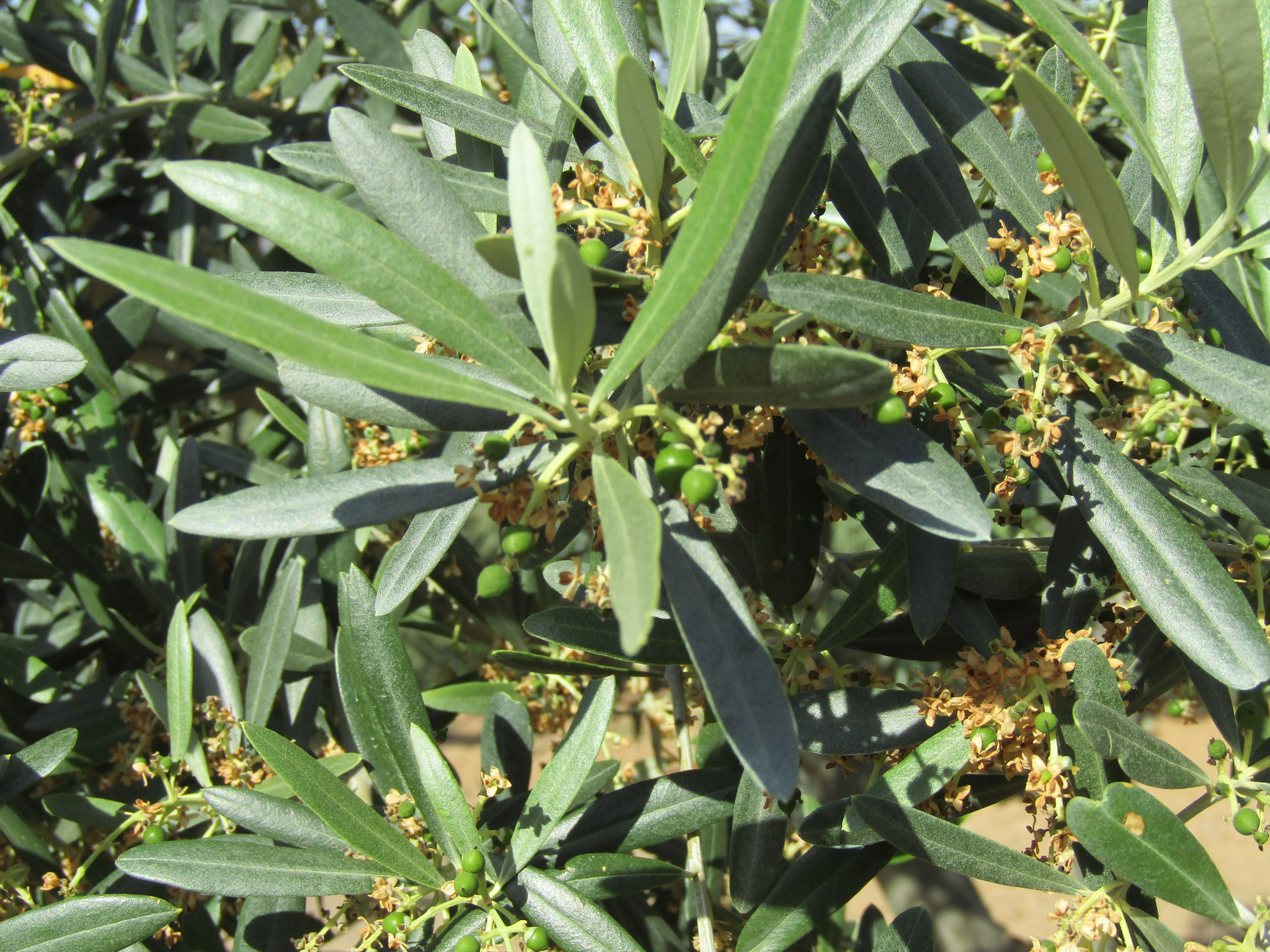
L'olivera Palomar és un element característic del paisatge rural d'Olesa de Montserrat

La barraca olesana és una tipologia constructiva de barraca de pedra en sec que solament es troba al municipi d'Olesa de Montserrat. Està formada per dos murs laterals i un mur pinyó o de fons, la coberta és a dues aigües feta amb un embigat de troncs d'olivera de varietat Palomar-Olesana (varietat local), principalment, i recobert amb lloses de pedra i terra. És d'una sola nau. Aquesta exclusivitat ha cridat l'interès de diversos estudiosos i doctors universitaris i ha estat objecte de diverses publicacions, articles i exposicions per part del Centre Muntanyenc i de Recerques Olesà.

Segons L'observatori del Paisatge, la descripció tècnica d'aquest element d'arquitectura popular diu:

f.
1. Tipus de barraca de pedra seca que solament es troba al municipi d'Olesa de Montserrat i a l'entorn. Està formada per dos murs laterals i un al fons amb una alçada màxima d'1,2 metres. La coberta està feta amb un embigat de troncs d'olivera de varietat palomar (varietat local), principalment, i recobert de lloses de pedra i terra al damunt. La coberta és a dues aigües. És d'una sola nau amb unes mides aproximades de 2 a 5 metres de fondària per 2 d'amplada i una alçada entre 1,5 i 2 metres.
- Olesa de Montserrat.

Segons un estudi realitzat per l'entitat Centre Muntanyenc i de Recerques Olesà, al terme municipal i zones circumdants se'n poden arribar a comptabilitzar fins a dues-centes. El fet que els pagesos es decidissin per aquesta tipologia constructiva, segurament es deu a la facilitat d'aixecar-la respecte a les tradicionals construccions de cúpula i falsa cúpula. Hi ha una barraca propera al Coll de les Espases que hi ha gravada la data 1845 del qual corrobora la seva existència, almenys aquell any. També trobe maltres cabanes amb altres dates inserides com 1898 a la Plana d'en Bou o bé 1890 a les proximitats de Can Llimona.
Al tractar-se d'una construcció mixta, és a dir, que a part de pedra també està bastida amb fusta d'olivera, doncs fa que el seu manteniment sigui més freqüentat. Per exemple, si una biga de fusta es malmet doncs tocaria reemplaçar-la. Ara bé, aquesta construcció ha patit dues grans conseqüències, en primer lloc l'espoli de llenya durant la Guerra Civil i la Postguerra i també els incendis forestals com per exemple foc forestal del 4 de juliol de 1994 que va afectar els pobles de Collbató, Esparreguera, Monistrol de Montserrat, Vacarisses i Olesa de Montserrat. La suma de tots aquests factors fa que al municipi d'Olesa de Montserrat sols quedin en perfecte estat una vintena de barraques d'aquesta tipologia. La resta, d'una estimació total de dues-centes, pateixen enderrocs de l'embigat de diferent grau o bé solament en resten els murs de pedra seca.
Aquesta construcció endèmica ha estat protagonista de diferents estudis i reportatges com a l'Espai terra del 25 de febrer amb el doctor Martí Boada o bé a diferents publicacions com el llibre de la IX Trobada d'Estudis per a la Preservació del Patrimoni de Pedra Seca als Països Catalans celebrat a Mura l'octubre del 2017.